# Earl of Perth

Wappen der Earls of Perth

Earl of Perth ist ein erblicher britischer Adelstitel in der Peerage of Scotland.
Der jeweilige Earl ist erblicher Chief des Clan Drummond.
Familiensitz der Earls war früher Drummond Castle bei Crieff in Perth and Kinross und ist heute Stobhall bei Perth in Perth and Kinross.

## Verleihung und Geschichte des Titels
Der Titel wurde am 4. März 1605 für James Drummond, 4. Lord Drummond, geschaffen. Dieser war Botschafter Schottlands in Spanien gewesen. 1600 hatte er bereits von seinem Vater den fortan nachgeordneten Titel Lord Drummond, of Cargill, der am 29. Januar 1488 seinem Ur-ur-urgroßvater, dem Sir John Drummond verliehen worden war. Letzterer war Justiciar of Scotland gewesen. Sein Großneffe, James Drummond, 4. Earl of Perth, war ebenso wie sein jüngerer Bruder, John Drummond, 1. Earl of Melfort, ein enger Vertrauter des Stuart-Königs Jakob VII. und bekannte sich 1685 öffentlich zum Katholizismus. Nach der Absetzung König Jakobs wurde er 1688 beim Fluchtversuch nach Frankreich gefangengesetzt und eingekerkert, bis er 1693 unter der Maßgabe freigelassen wurde, dass er das Land verlasse. Er begab sich daraufhin zum Titularkönig Jakob nach Frankreich. Bei seinem Tod am 11. Mai 1716 war sein ältester Sohn, der sich am Jakobitenaufstand von 1715 beteiligt hatte, bereits wegen Hochverrats am 17. Februar 1716 durch Beschluss des britischen Parlaments (Bill of Attainder) geächtet worden, dadurch erloschen auch die von ihm zu erbenden Titel.
Im französischen Exil hatte König Jakob dem 4. Earl am 10. Mai 1690 die schottischen Titel Duke of Perth, Marquess of Drummond, Earl of Stobhall, Viscount Cargill und Lord Concraig verliehen. Diese jakobitischen Titel wurden in Großbritannien als unrechtmäßig und damit nicht existent betrachtet. Der französische König Ludwig XIV. erkannte ihn hingegen 1701 als Duc de Perth an, wodurch er in Frankreich mit allen Vorrechten eines Herzogs behandelt wurde (ohne dass damit Grundbesitz in Frankreich verbunden war). Beim Tod seines jüngsten Sohnes, des jakobitischen „6. Dukes of Perth“ fielen dessen Titularansprüche an James Drummond of Lundin (1707–1781), einen Enkel des 1. Earl of Melfort, aus der Linie von dessen erster Ehe, die protestantisch und in Schottland geblieben und den Welfen-Königen treu war. Dessen Sohn James Drummond erwirkte 1785 die Rückgabe der eingezogenen Ländereien der Familie einschließlich Drummond Castle. 1792 petitionierte er bei König Georg III. um die Wiederherstellung des Titels Earl of Perth, zog die Petition 1796 zurück und wurde am 25. Oktober 1797 in der Peerage of Great Britain zum Lord Perth, Baron Drummond of Stobhall in the County of Perth, erhoben. Dieser Titel erlosch, als er am 2. Juli 1800 ohne männliche Nachkommen starb. Die Titularansprüche als jakobitischer „9. Duke of Perth“ etc. fielen an James Drummond (1750–1800), den jakobitischen „4. Duke of Melfort“ und Urenkel des 1. Earl of Melfort. Dessen Neffe George Drummond, der „11. Duke of Perth und 6. Duke of Melfort“ petitionierte 1841 bei Königin Victoria um die Restauration der Titel Earl of Perth und Earl of Melfort, nebst nachgeordneter Titel. Der Petition wurde schließlich durch Act of Parliament vom 28. Juni 1853 entsprochen und die Titel für ihn als 5. Earl of Perth und 2. Earl of Melfort wiederhergestellt. Teils wird der Rechtsakt auch als rückwirkende Aufhebung der Ächtung verstanden und George Drummond entsprechend als 14. Earl of Perth und 6. Earl of Melfort gezählt.
Als George Drummond bei seinem Tod am 28. Februar 1902 keine männlichen Nachkommen hinterließ, erloschen das Earldom Melfort und die dazugehörigen nachgeordneten Titel Viscount of Melfort, Viscount of Forth, Lord Drummond of Gillestoun und Lord Drummond of Riccartoun, Castlemains and Gilstoun. Das Earldom Perth nebst dem dazugehörigen nachgeordneten Titel Lord Drummond fiel an seinen sehr weit entfernten männlichen Verwandten William Drummond, 9. Viscount of Strathallan. Dieser hatte bereits die 1686 geschaffenen, fortan nachgeordneten Titel 9. Viscount of Strathallan, 9. Lord Drummond of Cromlix und 11. Lord Maderty inne. Heutiger Titelinhaber ist seit 2002 dessen Großneffe John Drummond, 9. Earl of Perth.

## Liste der Earls of Perth und Lords Drummond

### Lords Drummond (1488)
- John Drummond, 1. Lord Drummond (1438–1519)
- David Drummond, 2. Lord Drummond (um 1515–1571)
- Patrick Drummond, 3. Lord Drummond (1550–1600)
- James Drummond, 4. Lord Drummond († 1611) (1605 zum Earl of Perth erhoben)

### Earls of Perth (1605) und jakobitische „Dukes of Perth“ (1690)
- James Drummond, 1. Earl of Perth († 1611)
- John Drummond, 2. Earl of Perth († 1662)
- James Drummond, 3. Earl of Perth (um 1615–1675)
- James Drummond, 4. Earl of Perth (um 1649–1716) (Titel 1716 vom Erben verwirkt), jakobitischer „1. Duke of Perth“
  - James Drummond († 1720), jakobitischer „2. Duke of Perth“
  - James Drummond († 1746), jakobitischer „3. Duke of Perth“
  - John Drummond († 1747), jakobitischer „4. Duke of Perth“
  - John Drummond († 1757), jakobitischer „5. Duke of Perth“
  - Edward Drummond († 1760), jakobitischer „6. Duke of Perth“
  - James Drummond (1707–1781), jakobitischer „7. Duke of Perth“
  - James Drummond, 1. Baron Perth (1744–1800), jakobitischer „8. Duke of Perth“
  - James Drummond (1750–1800), jakobitischer „9. Duke of Perth, 4. Duke of Melfort“
  - Charles Drummond (1752–1840), jakobitischer „10. Duke of Perth, 5. Duke of Melfort“
- George Drummond, 5. Earl of Perth, 2. Earl of Melfort (1807–1902) (Titel wiederhergestellt 1853), jakobitischer „11. Duke of Perth, 6. Duke of Melfort“
- William Drummond, 6. Earl of Perth (1871–1937), jakobitischer „12. Duke of Perth, 7. Duke of Melfort“
- Eric Drummond, 7. Earl of Perth (1876–1951), jakobitischer „13. Duke of Perth, 8. Duke of Melfort“
- John Drummond, 8. Earl of Perth (1907–2002), jakobitischer „14. Duke of Perth, 9. Duke of Melfort“
- John Drummond, 9. Earl of Perth (* 1935), jakobitischer „15. Duke of Perth, 10. Duke of Melfort“

Titelerbe (Heir apparent) ist der Sohn des jetzigen Earls, James David Drummond, Viscount Strathallan (* 1965).